# オフラインデビット
オフラインデビットは、以下のいずれか。
- 本人認証をサイン（自筆署名）で行うデビットカードのこと。日本では発行枚数が少ないが、マスターカードの「Debit Mastercard」やVisaの「VISAデビットカード」などのことで、ショッピングなどの決済の際にクレジットカードと同じように署名することで、認証を行う。最近では、加盟店でもオンラインの決済端末の配置が多くなってきているので、PINの入力で認証が完了する「オンラインデビット」（MaestroやVISA Electron）サービスを利用することが多くなってきている。

- 日本のデビットカード「J-Debit」のサービスのひとつで、ICチップが組み込まれたキャッシュカードの中に預金口座の残高情報を記録し、金融機関のネットワークに接続しなくても料金の支払いができる。オフラインなのでJ-Debitのサービス時間外でも買い物が出来るようになる。ICチップに口座の残高情報を記録できるようにしたキャッシュカードのことをオフラインデビットカードと言う。